# Älggölen (Femsjö socken, Småland)
Älggölen är en sjö i Hylte kommun i Småland och ingår i Fylleåns huvudavrinningsområde. Sjöns area är 0,005 kvadratkilometer och den befinner sig 160 meter över havet.